# Amegilla frogatti
Amegilla frogatti es una especie de abeja excavadora perteneciente al género Amegilla, categorizada en la tribu Anthophorini, de la subfamilia Apinae.
La hembra mide 14,5 mm de longitud, las alas anteriores 10,4 mm; el macho mide 14 mm de longitud, las alas anteriores 9,3 mm. Cuenta con patas de color marrón oscuro, el clípeo es de color oscuro con manchas, mandíbula de color marfil y probóscide marrón anaranjado.

## Taxonomía
Se atribuye su descripción al naturalista inglés Theodore Dru Alison Cockerell, quien la citó por primera vez en 1914. Aparece registrada y publicada en una sección de The genus Amegilla (Hymenoptera, Apidae, Anthophorini) in Australia: a revision of the subgensu Asaropoda. ZooKeys, Issue 908 de 2020.

## Distribución
La especie se distribuye por Australia, en Nueva Gales del Sur.